# Llagostera de Dalt
Llagostera de Dalt és una masia de Taradell (Osona) inclosa a l'Inventari del Patrimoni Arquitectònic de Catalunya.

## Descripció
Edifici civil. Masia amb una part enderrocada recentment. Actualment es de planta quadrada (13x13), coberta a dues vessants amb el carener perpendicular a la façana situada al SO; consta de PB. I dos pisos. Al SE presenta una finestreta i un portal rectangular que dona accés a la lliça diverses obertures i una finestra al 1er p. molt decorada. La part de la façana presenta un gran cos de porxos cobert a una vessant i sostinguts per pilars de base quadrada. L'antiga façana presenta portal rectangular, amb la llinda assentada damunt carteles. Al 1er p. una bonica finestra conopial. Al NO hi ha una finestra de les mateixes característiques, diverses espieres i un portal de pedra amb llinda de portland, en aquest sector de la casa hi ha sobrealçat amb totxo. La part NE es la enderrocada que s'unia a la casa-torre, es nova i només hi ha ampits i ràfecs de llosa.

## Història
El lloc de la Llagostera el trobem esmentat ja el 913, consta també en el llistat de les masies anteriors al 1325 i està registrada als fogatges de 1553 de la parròquia i terme de Santa Eugènia de Berga.
Al Nomenclàtor de la província de Barcelona de l'any 1860 ja hi consta la Llagostera de la Vall i la Llagostera d'amunt que és la que ens ocupa, la qual es troba a un indret un xic més enlairat i d'altra banda és d'estructura més antiga. Prop de la casa, i fins fa poc unida a ella, hi ha una torres senyorial que es destinada a habitatge dels amos. Hi ha una conducció de tubs de ferro colat que portava l'aigua a l'antiga fàbrica de Vic de Can Mastrot (6Km). El topònim del lloc sembla venir de «lloc d'un llac» o aigua enllotada.